# Josep Irla
Josep Irla i Bosch est un homme politique espagnol, né le 24 octobre 1876 à Sant Feliu de Guíxols en Catalogne et mort le 19 septembre 1958 à Saint-Raphaël en France.
Il est président de la généralité de Catalogne en exil.

## Biographie

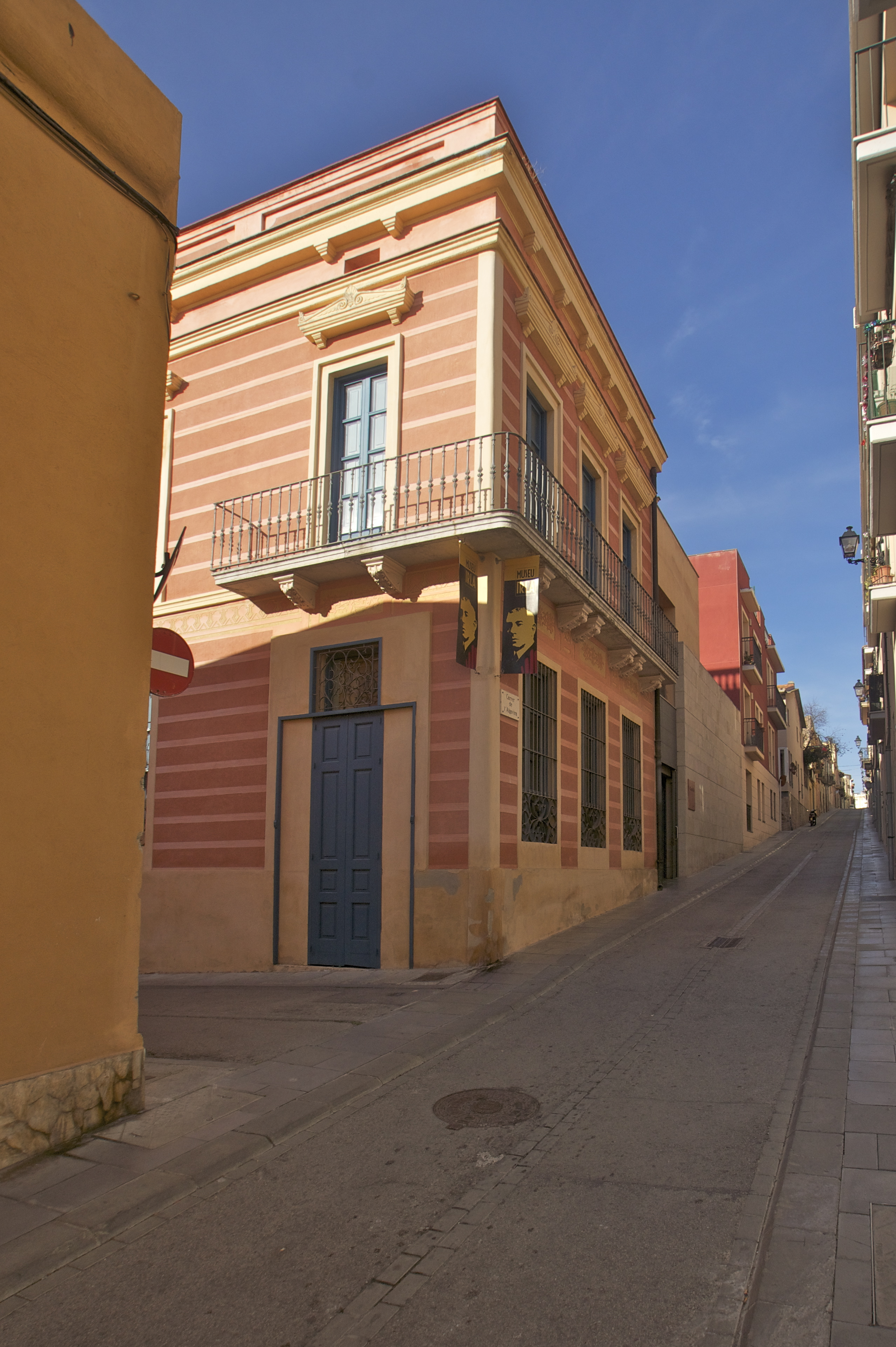
Maison natale, aujourd'hui Musée Irla à Sant Feliu.

Né dans une famille d'hôteliers à Sant Feliu de Guíxols, dans la province de Gérone, il est l'aîné de trois frères, avec Francesc né en 1881 et Nicolas né en 1886. 
Il crée une importante entreprise de liège. Chef de file du républicanisme catalan dans les comarques de la province de Gérone, il est maire de Sant Feliu de Guíxols en 1909. Député provincial de Gérone en 1911, il est donc membre de l'Assemblée de la Mancommunauté. Avec l'avènement de la République, il rejoint le parti de la Gauche républicaine de Catalogne, sous l'étiquette duquel il est député au Congrès espagnol.
Élu président du Parlement de Catalogne en 1938, il est le dernier avant la fin de la Guerre civile. En janvier 1939, il s'exile en France. Après l'arrestation et l'exécution de Lluís Companys en octobre 1940, il devient président de la Généralité en exil, avec Josep Tarradellas comme premier conseiller. Il démissionne en 1954 et meurt le 19 septembre 1958 à Saint-Raphaël, dans le Var.
En 1981, sa dépouille est transférée et inhumée dans sa ville natale, après avoir reçu les honneurs officiels.
La fondation Josep-Irla continue de rendre honneur au président et conserve son legs idéologique.